# Fuengirola
Fuengirola er en by og kommune i det sydlige Spanien i provinsen Málaga. Den har et indbyggertal på 85.859 (2024) indbyggere.